# 1672 Gezelle
1672 Gezelle (1935 BD) là một tiểu hành tinh vành đai chính được phát hiện ngày 29 tháng 1 năm 1935 bởi Delporte, E. ở Uccle.